# Podróż Franciszka Józefa I po Galicji i Bukowinie (1880)

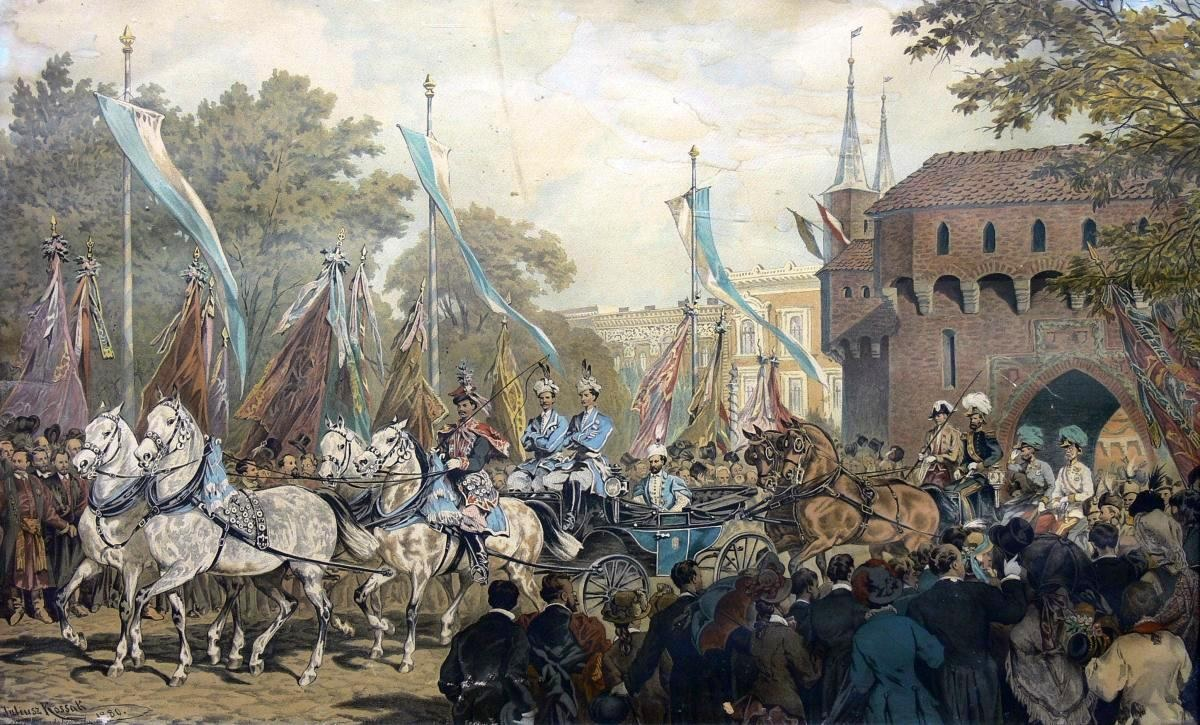
Wjazd Franciszka Józefa I do Krakowa na obrazie Juliusza Kossaka

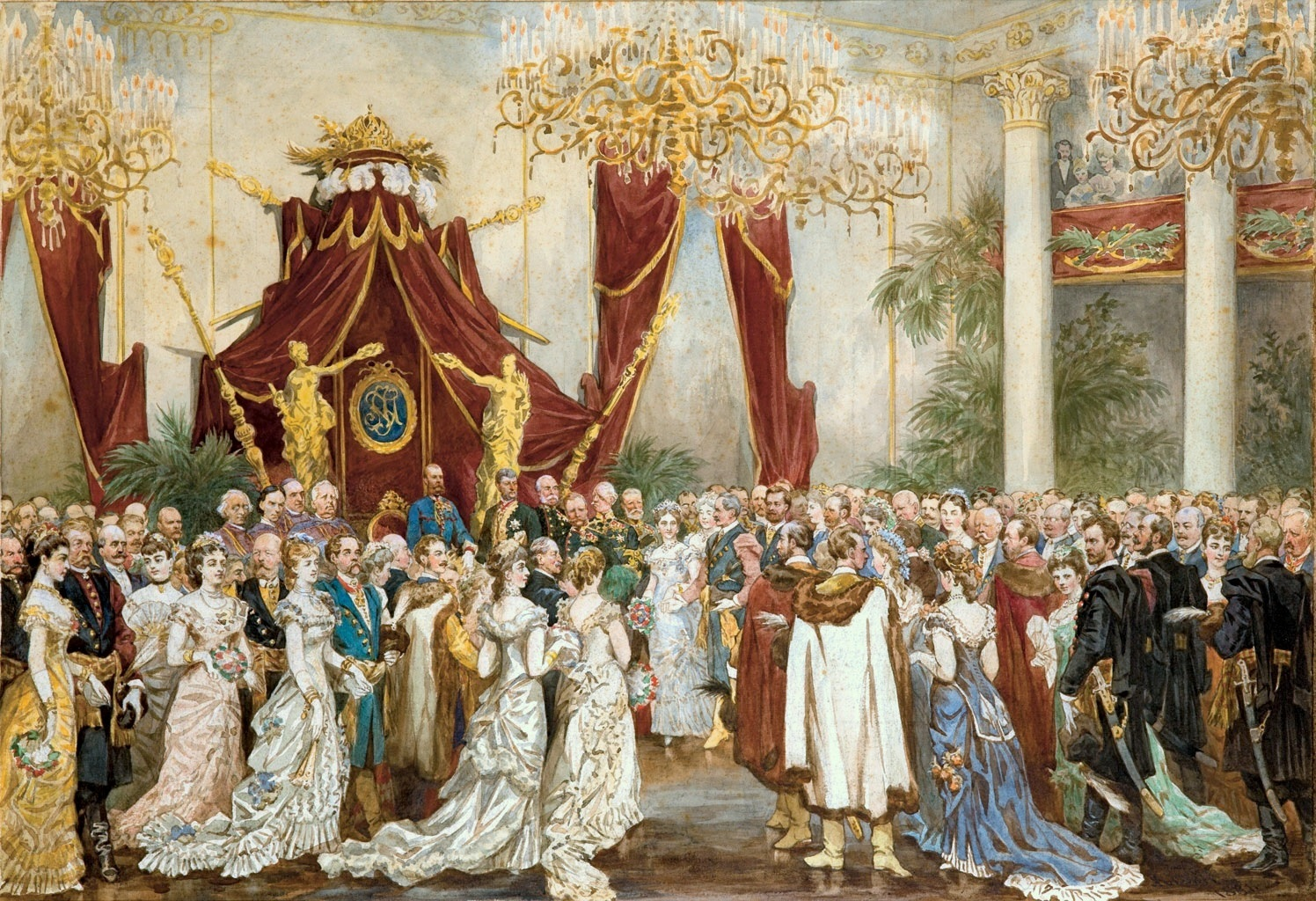
Cesarz na balu w ratuszu miasta Lwowa na obrazie Juliusza Kossaka

Podróż Franciszka Józefa I po Galicji i Bukowinie (1880).
W 1880 wówczas 50-letni cesarz Austrii Franciszek Józef I odbył podróż, podczas której odwiedził obszar dwóch krajów koronnych: Galicji (z Wielkim  Księstwem Krakowskim) i Bukowiny.
Była to kolejna podróż cesarza Franciszka Józefa I po Galicji (pierwsza podróż odbyła się w 1851). Po raz drugi cesarz przybył do kraju w 1855 odwiedzając swojego brata, arcyksięcia Karola Ludwika we Lwowie. Kolejne, zaplanowane na 1869 odwiedziny, nie doszły do skutku. W późniejszych latach monarcha odwiedzał Galicję jeszcze cztery razy w incydentalnych okazjach: 1893 (udział w manewrach), 1894 (odwiedziny Powszechnej Wystawy Krajowej we Lwowie), 1900 (udział w manewrach), 1904 (pobyt we Lwowie po manewrach w Komarnem).

## Kolej
Cesarz odbywał podroż pociągiem, głównie na liniach Kolei im. Karola Ludwika, a także Galicyjskiej Kolei Transwersalnej. Z założenia podczas podróży monarcha miał przede wszystkim przyglądać się samej linii oraz przystankom i dworcom, bez wysiadania z pociągu. Wcześniej polecono odnowić dworce i budynki wzdłuż planowanej linii przejazdu. Na czas przybycia cesarza udekorowano zarówno otoczenia dworców  jak i mosty na rzekach Wiśle, Dunajcu, Sanie. Pociąg cesarza przejeżdżał przez tymczasowo stworzone łuki (wzgl. bramy) triumfalne, które przygotowano także na ulicach Krakowa i Lwowa, gdzie Franciszek Józef I przebywał przez kilka dni.
Cesarz przemieszczał się pociągiem dworskim, składającym się z dwóch lokomotyw i kilkudziesięciu wagonów. Przed pociągiem dworskim o jedną stację wcześniej przejeżdżał pociąg rekonesansowy. Pociąg dworski został przekazany przez Kolej Północną cesarza Ferdynanda i wyposażony w sposób okazały. Na jego czele umieszczono wóz bezpieczeństwa, dalej wagon służbowy. W składzie pociągu były także wagony: jadalny i kuchenny. Pomieszczenia w pociągu dworskim była oświetlone gazem, a wszystkie przedziały były ogrzewane ciepłą wodą. Wagony pociągu łączyły mostki kryte i były skomunikowane telegrafem.
Podczas podróży cesarz korzystał z wagonu cesarskiego, przygotowanego specjalnie przez Kolej im. Karola Ludwika. Został on skonstruowany na trzech osiach celem zniwelowania wstrząsów. Jego powierzchnia zewnętrzna została pomalowana w kolorze zielonym ze złotymi obwódkami oraz przyozdobiona emblematami państwa Austro-Węgier. Z przodu wagonu istniał przedział dla pokojowego przybocznego, a dalej mieścił się obszerny salon cesarski, w którym umieszczono otomanę, fotel do spania, trzy krzesła, biurko, zegar, lustro i mniejsze wyposażenie. Ściany obito adamaszkiem i rzeźbami, na podłodze położono kobierce perskie, a podwójne okna posiadały żaluzje. Za salonem cesarskim istniał przedział adiutantów i przedział toalety. 

## Etapy
Wiedeń – w dniu 29 sierpnia 1880 rano cesarz ze swojej rezydencji udał się na dworzec Kolei Północnej, skąd w wagonie salonowym pociągu dworskiego (złożonego z ośmiu wagonów) wyruszył do Ołomuńca. Tam przebywał dwa dni, po czym 1 września 1880 o godz. 3:30 ruszył w stronę ziem polskich. Przejeżdżał przez stacje w Ostrawie, Dziedzicach, Jawiszowicach, Oświęcimiu, Chrzanowie, Trzebini, Krzeszowicach.
Kraków – cesarz przybył do miasta 1 września 1880 o godz. 10. Monarchę przywitali prezydent miasta Mikołaj Zyblikiewicz, władze, a także baron Bienert, gen. ks. Windischgrätz, starosta krakowski hr. Badeni, radca dworu hr. Englisch oraz przebywający w mieście feldmarszałek arcyksiążę Albrecht oraz arcyksiążę Fryderyk. Cesarz przebywał w Krakowie przez trzy dni.
Franciszek Józef wyjechał z miasta pociągiem 4 września 1880. Podczas podroży jego pociąg zatrzymywał się na stacjach w Bochni, Tarnowie, Czarnej, Dębicy, Rzeszowie, Jarosławiu, Przemyślu (tam przebywał przez pewien czas w mieście), Mościskach.
Następnie cesarz zatrzymał się na kilka dni w Krysowicach. Przebywał w pałacu krysowickim w dobrach należących do Stanisława Stadnickiego. W tym czasie przez Mościska i Sądową Wisznię udawał się na manewry (rewie) wojskowe. Łącznie przebywał w tej okolicy sześć dni do 10 września 1880.
W dalszej drodze 11 września 1880 monarcha przejeżdżał przez stacje m.in. w Gródku.
Lwów – cesarz przybył do miasta 11 września 1880 o godz. 9 na dworzec kolei żelaznej Karola Ludwika. W drugim dniu pobytu w mieście odwiedził Zakład Sierot i Ubogich w Drohowyżu, gdzie także udał się pociągiem. Łącznie przebywał we Lwowie przez cztery dni. 15 września 1880 wyjechał z miasta pociągiem z dworca czerniowieckiego przed godz. 7. 
W dalszej podroży monarcha przejeżdżał przez stacje w Bóbrce, Boryniczach, Bukaczowicach, Haliczu, Stanisławowie.

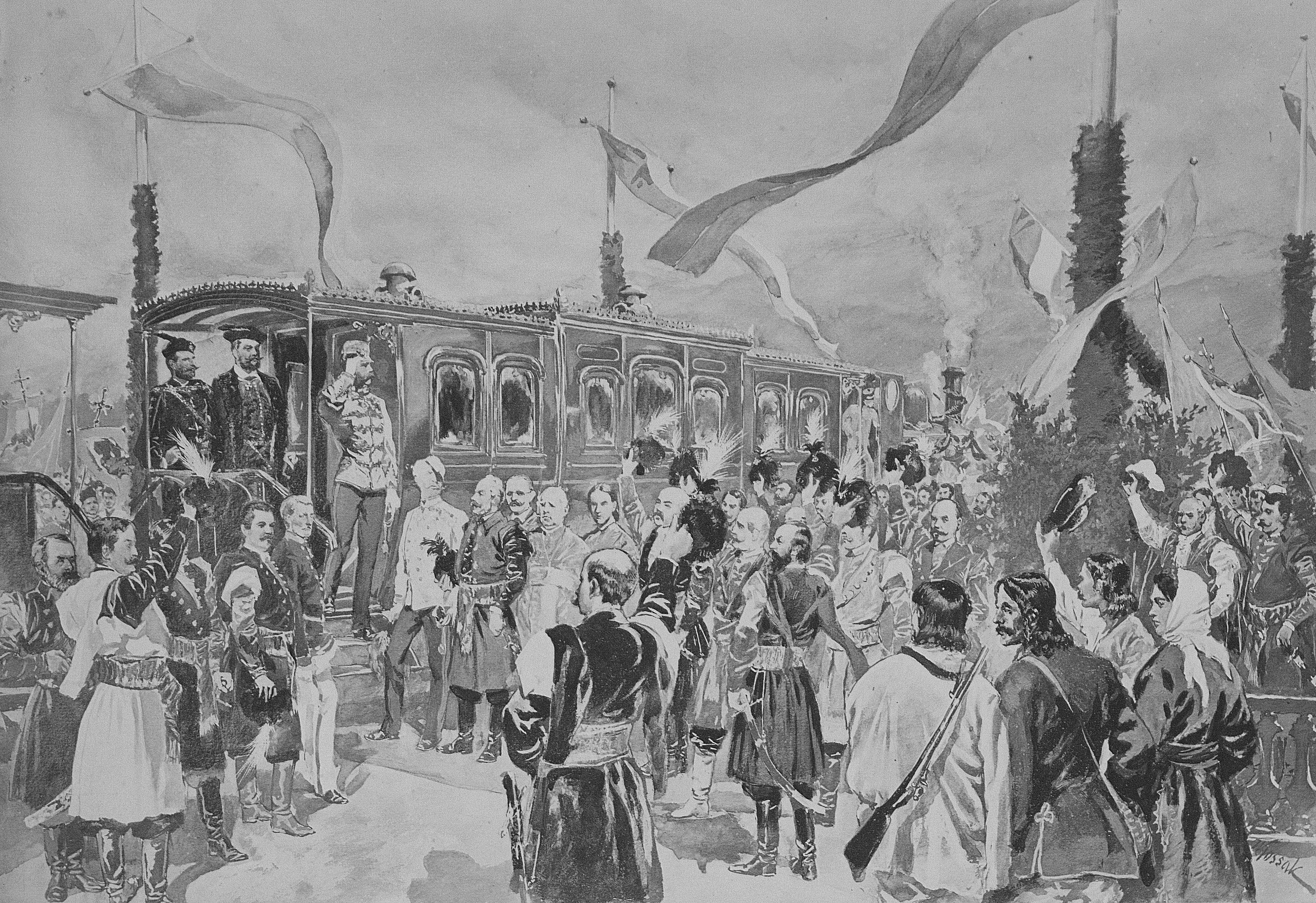
Pożegnanie cesarza w Łupkowie na obrazie Wojciecha Kossaka

Kołomyja – cesarz do miasta 11 września 1880. Uczestniczył tam w dwóch wystawach etnograficznych, odsłonił pomnik Franciszka Karpińskiego.
W dalszej drodze Franciszek Józef I przejeżdżał przez stacje w Zabłotowie, Śniatyniu.
Czerniowce – cesarz przebywał tam i na Bukowinie łącznie dwa dni, po czym opuścił miasto nocą 17/18 września 1880.  
Potem monarcha podróżował przez Stanisławów (ponownie), Kałusz, Dolinę, Bolechów, Stryj, Drohobycz, Borysław, Sambor, gdzie miał nocleg. 19 września 1880 opuścił to miasto. 
Następnie cesarz przejeżdżał przez Chyrów, Krośnienko, Ustrzyki Dolne, Olszanica, Lesko Łukawica, Zagórz. Na miejscowej stacji spotkał się z okolicznymi władzami. Podróżując dalej przez Komańczę dotarł do stacji kolejowej w Łupkowie o godz. 10, gdzie został uroczyście pożegnany, opuszczając Galicję. Następnie udał się do węgierskiego Mező-Laborc.